# Pascal Lino

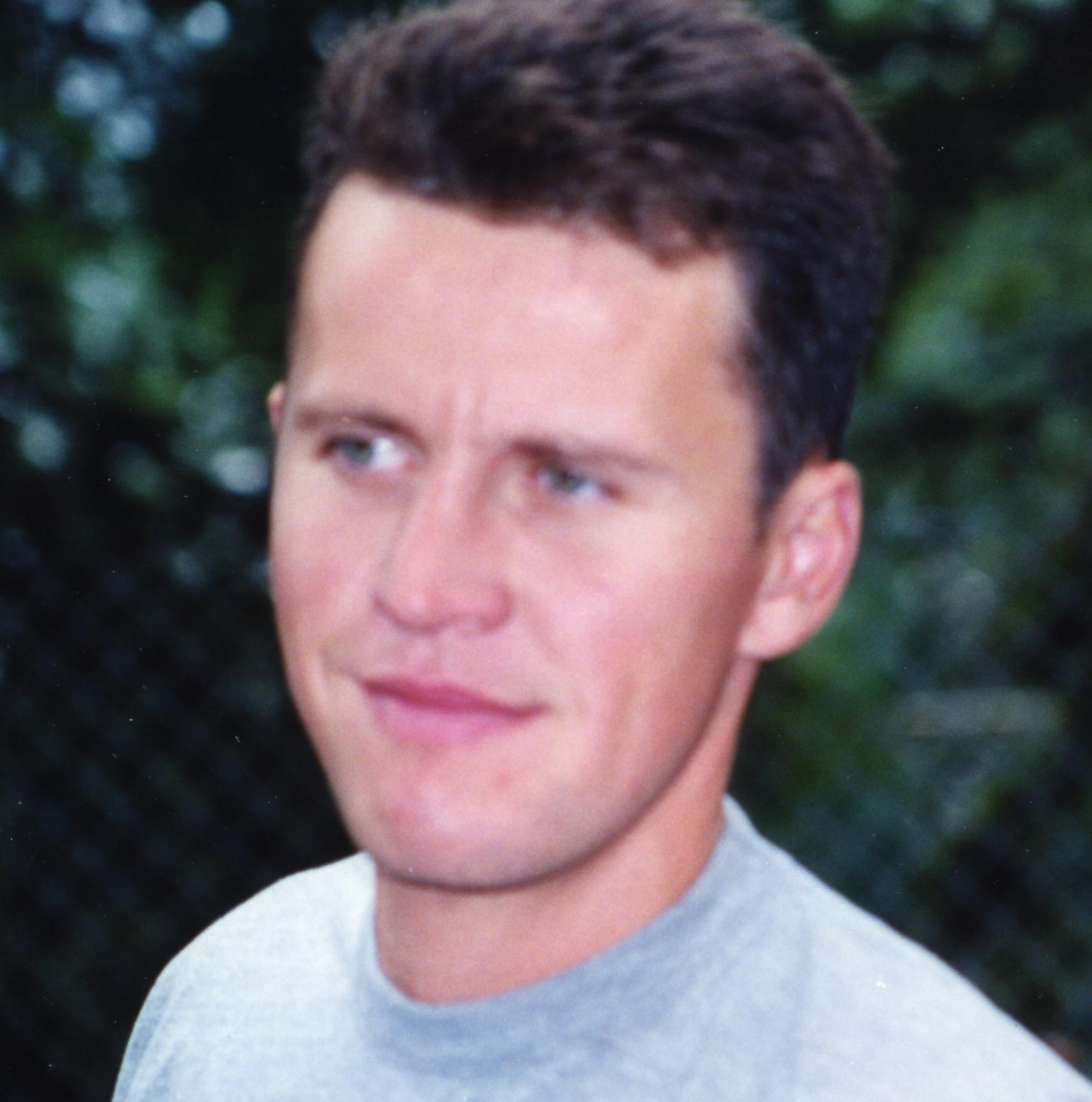
Pascal Lino

Pascal Lino (* 13. August 1966 in Sartrouville) ist ein ehemaliger französischer Radrennfahrer.

## Radsport-Laufbahn
1987 wurde Pascal Lino als Amateur Dritter der Bahn-Weltmeisterschaften in Wien im Punktefahren, 1986 hatte er bereits den 5. Platz belegt. 1988 startete er bei den Olympischen Spielen in Seoul und wurde Vierter in der Mannschaftsverfolgung sowie Siebter im Punktefahren. Im selben Jahr errang er den französischen Meistertitel im Mannschaftszeitfahren mit dem Team der Île-de-France, gemeinsam mit Jacky Durand, Laurent Bezault und Thierry Laurent.
Lino wurde 1988 Profi. 1989 gewann er die Tour de l’Avenir, in jenem Jahr Tour de la Communauté Europeènne genannt, 1998 Paris–Camembert und im selben Jahr die Rennwertung Coupe de France. Lino fuhr auch insgesamt 24 Sechstagerennen, 1992 gewann er das von Bordeaux mit Peter Pieters.
Zehnmal startete Lino bei der Tour de France. 1992 trug er zehn Tage lang das Gelbe Trikot und wurde Gesamtfünfter. 1993 gewann er eine Etappe. 2001 beendete er seine Radsport-Laufbahn.

## Doping
Zweimal wurde Lino wegen Dopings bestraft. 1993 wurde er auf Bewährung gesperrt wegen der Einnahme von Ephedrin. 1999 versuchte er sich Cortison zu beschaffen und erhielt deshalb zwei Monate Startverbot von seinem Team.